# Porzellanfabrik Kalk
Die Porzellanfabrik Kalk wurde um 1850 in Kalk bei Köln gegründet und ist 1900 nach Eisenberg in Sachsen-Altenburg verkauft worden. Nach wechselvoller Unternehmensgeschichte mit einem häufigen Besitzerwechsel und Betriebsunterbrechungen wurde die Porzellanfabrik Kalk 1976 in Eisenberg stillgelegt.

## Geschichte

### Porzellanfabrik Ducrot (1850–1873)
Um 1850 wurde in Köln-Kalk eine Porzellanfabrik gegründet. Das Kölner Adressbuch nennt folgende Firmen: Ducrot, Andreas, Porzellanfabrikant in Kalk (1857) und Ducrot, Alcide, Porzellan und feuerfeste Steine in Kalk (1859).
Um 1861 bat der um 1815 in Chantilly / Département Oise geborene Franzose Alcide-André Ducrot in Düsseldorf-Oberkassel um die Erteilung einer Erlaubnis zur Herstellung von Porzellan für die Porzellanfabrik Ducrot & Co in Oberkassel. Alcide-André Ducrot hatte nach eigenen Angaben vor 1860 zehn Jahre in Köln-Kalk gewohnt, zwei Jahre einer Porzellanfabrik als Direktor vorgestanden und acht Jahre die Porzellanfabrikation selbständig betrieben. Offensichtlich handelte es sich hier um die Porzellanfabrik Ducrot in Köln-Kalk. Im Jahr 1859 findet sich in einem französischen Handelsadressbuch folgender Eintrag: „Porcelaine (fab. de) A. Ducrot a Kalk“. Und in dem französischen Handelsadressbuch von 1862 findet sich folgender Eintrag: „Porcelaine (fab. de) A. Ducrot a Kalk“ 1867 findet sich folgender Eintrag: „KÖLN (Cologne), en Prusse, A. Ducrot à Kalk, et Théodore Olbers fils“. Das Kölner Adressbuch nennt für Köln-Kalk 1874 folgende Eintragung: „Ducrot A. A. Porzellanfabr., Hauptstr. 73“. 1873 übergab Ducrot die Geschäfte an Gottfried Eickel.

### Porzellanfabrik Gottfried Eickel (1873–1877)
Die Fabrik hieß ab 1873 Porzellanfabrik Gottfried Eickel und beschäftigte in diesem Jahr 31 Personen. In den Jahren 1876 und 1877 wurde als Firmensitz die Kalker Hauptstr. 71 genannt. Von 1878 bis 1882 fehlen im Adressbuch der Stadt Köln Eintragungen über eine Porzellanfabrik in Kalk. Offensichtlich war die Fabrik in dieser Zeit stillgelegt.

### Porzellan Fabrik E. A. Müller (1881–1886)
Wurde 1882 unter dem neuen Besitzer, Eduard Albert Müller, wieder eröffnet. 1883 firmierte die Fabrik als Müller, E. A., Porzellanfabrik in Kalk. Im Jahr 1883 beschäftigte man 80 bis 100 Arbeiter und hatte eine eigene Malerei-Abteilung. Hergestellt werden Blumenvasen, Tafelgeschirre und Luxusgegenstände mit aufgelegten Blumen, Rauchfänger sowie Rauch- und Damen-Toiletten-Services, Pomade- und Puderdosen sowie Puderflaschen. Außerdem wurden Pfeffer-, Salz- und Senfmenagen hergestellt. Export: wie vorstehend. Eigene Malerei.-80–100 Arbeiter.- Musterlager in Leipzig, ebenda zur Messe: Auerbachshof.-Besteht seit 1881. Ein Jahr später trat Wilhelm Cremers in die Geschäftsführung ein und wurde ab 1884 als Porzellan Manufactur Müller & Cremers, Hauptstr. 73 geführt. Ed. Alb. Karl Müller hat 1884 Wilhelm Heinrich Cremers als Gesellschafter aufgenommen. Das Unternehmen firmiert ab 1884 als Kölner Porzellan Manufactur Müller & Cremers. 1885 werden Eduard Albert Müller & Wilhelm Cremers als Inhaber genannt.
In einer Anzeige von 1884 heißt es: Porzellan-Fabrik von E. A. MÜLLER KALK b. Köln a. Rh. Musterlager zur Messe in Leipzig: Caffee-, Tafelgeschirr und Luxusgegenstände mit aufgelegten Blumen. Damen-Toiletten und Rauch-Garnituren mit aufgelegten Blumen. Specialität in Restaurations-Artikeln in doppelt starker Waare.

### Kölner Porzellan Manufaktur E. A. Müller (1886–1896)
Im Januar 1886 nennt sich das Unternehmen Kölner Porzellan Manufactur Müller & Cremers in Kölner Porzellanmanufactur E. A. Müller, Hauptstr. 73, um. Ab 1886 wird Eduard Albert Müller als Alleininhaber des Unternehmens Kölner Porzellan Manufaktur E. A. Müller genannt. 1890 erfolgte eine Umbenennung in Kölner Porzellan Manufactur AG. Alleiniger Direktor der Aktiengesellschaft war zunächst Eduard Albert Müller, ein Jahr später übernahm dieser gemeinsam mit Robert Erfurth die Geschäftsleitung. In dieser Zeit wurde das Unternehmen in Kalk räumlich erweitert. Im Jahr 1887 hatte die Porzellanfabrik weitere Niederlassungen in Köln, in der Friesenstraße 15 (ab 1888–1889 Friesenstr. 11) und im Mühlenbach 16. Die Fabrik beschäftigte in dieser Zeit 187 Arbeiter. Gefertigt wurden neben Gebrauchsgeschirr mit blauen Unterglasur-Dekoren auch Chamottesteine. Die Produkte des Unternehmens wurden 1890 auf einer internationalen Industrieausstellung in Edinburgh mit einer silbernen Medaille und in Köln mit goldener Medaille prämiert. Die Fabrik war 1892 eingetragen im Kölner Handelsregister unter der Nr. 171 A. Direktor der Fabrik war 1893 Georg Faist.
In einer Anzeige von 1890–1893 heißt es: Kölner Porzellan-Manufactur E. A. Müller, Kaffee- u. Tafelgeschirre, Luxusgegenstände mit aufgelegten Blumen; Spezialität für Export: Damen-Toiletten-Service (Puder-Sätze) u. Rauch-Garnituren, beide mit aufgelegten Blumen; grössere Hausthiere, Hauptstr. 73, Kalk. (Niederlage: Friesenstr. 11, Köln)
Hergestellt wurden 1893: Tafel- und Kaffeegeschirre, Menagen, robuste Geschirre für den gewerblichen Gebrauch, Rauchfänger sowie Luxusgegenstände und Blaker für Gaslampen und patentierte Isolatoren, die zum Teil auch exportiert wurden. In der Malwerkstatt wurden Kaffee-, Tafel- und Wasch-Services dekoriert.

### Porzellanfabrik Kalk G. A. Seiffert (1896–1900)
Die Fabrik firmierte ab 1896 als Porzellanfabrik Kalk G. A. Seiffert in der Kölner Hauptstraße 73. Es gibt eine Abbildung der Porzellanfabrik Kalk G.A. Seiffert von 1896.  Inhaber der Fabrik ist 1896 Gustav Adolf Seiffert (Kalk, Hauptstr. 34). Im Jahr 1897 übernahmen Gustav Schwabe & Wilhelm Vogt das Unternehmen, die sie Anfang 1900 an das Unternehmen Geyer & Koerbitz in Eisenberg (Thüringen) verkauften.
Hergestellt wurden 1896: Gebrauchsgeschirre. Spezialität: Blau unter Glasur und Chamottesteine. Eigene Malerei und eigene Kaolingruben. Die Porzellanmarke aus dieser Produktionsperiode waren zwei gekreuzte Pfeile.

### Porzellanfabrik Kalk GmbH (1900–1976)
Aus wirtschaftlichen Gründen wurde am 1. Januar 1900 in Eisenberg die Porzellanfabrik Kalk GmbH gegründet. Gesellschafter waren Martha Koerbitz geb. Geyer und ihr Bruder Wilhelm Geyer, beide aus Eisenberg sowie Gustav Schwabe und Wilhelm Vogt, beide aus Köln-Kalk. Am Eisenberger Standort existierte seit 1883 eine Steingutfabrik, die als Eisenberger Steingutfabrik Geyer & Körbitz seit 1888 im Besitz der Kaufleute Wilhelm Geyer und sein Schwager Ernst Emil Huldreich Körbitz war. Ende des 19. Jahrhunderts geriet das Unternehmen in wirtschaftliche Schwierigkeiten, die durch die Fusion mit der Porzellanfabrik Kalk behoben werden sollten. Die alten Betriebsgebäude der Porzellanfabrik Kalk, G.A. Seiffert in Köln-Kalk wurden 1901 abgebrochen. Die Kölner Einrichtung wurde demontiert und mit fast der gesamten Belegschaft nach Eisenberg in Thüringen verlegt. Die Formen und Modelle aus Köln wurden in Eisenberg weiter verwendet. Durch die Kapitalfusion und die Übernahme der Gießformen konnten in Eisenberg die Produktionskapazitäten deutlich erhöht werden. In Köln, Komödienstraße 14, wurde eine Geschäftsstelle mit Lager eingerichtet, die von 1900 bis 1905 durch Wilhelm Vogt geleitet wurde und in der das jetzt in Thüringen gefertigte Porzellan in Köln absetzte. Diese Geschäftsstelle war bis 1909 im Handelsregister beim Amtsgericht Köln unter HRB 593 alt eingetragen. Der Eisenberger Gesellschafter Wilhelm Geyer verließ das Unternehmen bereits 1901 und der Kölner Gesellschafter Gustav Schwabe übernahm 1903 die Reichenberger Porzellanfabrik. Die Geschäfte wurden provisorisch durch den Kölner Prokuristen Karl Ehlert weitergeführt.
Bis 1912 wurden die Produktionsanlagen modernisiert, elektrifiziert, und um zwei zusätzliche Brennöfen und eine Dampfmaschine erweitert. Das Unternehmen stellte Kaffee- und Tafelgeschirr, meist mit blauen Unterglasurdekoren her, und nahm regelmäßig bis 1915 an der Leipziger Messe teil. Das Porzellan wurde nach Köln, Hannover, Norddeutschland, Westfalen und auch ins Ausland nach Dänemark, Norwegen Schweden sowie Belgien und Frankreich geliefert. In der Eisenberger Fabrik arbeiteten in der Zeit zwischen 1910 und 1914 insgesamt 316 Beschäftigte und Heimarbeiter.
Der Erste Weltkrieg stellte einen scharfen Einschnitt in die Unternehmensführung und der Produktion dar. Nach Beginn des Ersten Weltkrieges musste aufgrund Mangels an Kohle die Produktion mehrere Wochen ruhen. Im Sommer 1915 fielen der Geschäftsführer und der Buchhalter des Unternehmens, Karl Ehlert und Reinhard Horn, an der Front.
Nach dem Ersten Weltkrieg begann der wirtschaftliche Neuanfang mit Erich Geyer und dem neuen Geschäftsführer Rudolph Körbitz, Nachfahren der Gesellschaftsgründer. Nach dem Tod von Erich Geyer führte seine Frau Minna die Geschäfte bis zu ihrem Tod 1951 weiter. Das Unternehmen stellte in den 1920er Jahren vorwiegend weiße oder meist mit indisch-blauen Dekoren verzierte Gebrauchsgeschirre her. Während der Inflation 1923 konnte sich die Fabrik aufgrund der guten Auslandskontakte mit Warenlieferungen gegen Devisen am Markt behaupten. Im Jahr 1928 wurde eine leistungsfähige Massemühle errichtet. Vor dem Ausbruch der Weltwirtschaftskrise Ende der 1920er Jahre stellte das Unternehmen jährlich 800 t Porzellanwaren in vier Brennöfen her. Am 26. Januar 1935 vernichtete ein Feuer ein Großteil der Porzellanformen und der Produktionsanlagen, unter anderem zwei Brennöfen. Nach 14 Wochen Wiederaufbau konnte die Produktion wieder mit vier Brennöfen aufgenommen werden.
Die Zeit des Nationalsozialismus führte erneut zu wirtschaftlichen Schwierigkeiten, da die Beschaffung der Rohstoffe zunehmend schwieriger wurde. Das Goldverarbeitungsverbot betraf auch die Porzellanmalerei, und man war gezwungen, auf anders farbige Rand- und Schmuckdekore auszuweichen. Während des Zweiten Weltkrieges hatte das Unternehmen große Schwierigkeiten die Produktion aufrechtzuerhalten, da sich im Verlauf des Krieges ein kaum zu kompensierender Arbeitskräftemangel bemerkbar machte.
Nach dem Zweiten Weltkrieg befand sich die Eisenberger Produktionsstätte in der sowjetischen Besatzungszone und die Gesellschafter führten den Betrieb von Sommer 1945 zunächst bis Juni 1953 als G.m.b.H. weiter. Ab 1946 wurden die Geschirrteile auch durch Aufglasurmalerei verziert. Nach der vorübergehenden Flucht zweier Teilhaber in den Westen und Abzug von Kapital wurde das Unternehmen einige Monate treuhänderisch vom Kreis Eisenberg verwaltet. Durch die Teilung Deutschlands brach zunächst der Absatz im Inland ein. Die Eisenberger Erzeugnisse wurden jetzt in die Sowjetunion, in die Niederlande und die skandinavischen Länder exportiert. Im Inland belieferte die Porzellanfabrik Kalk die Handelsorganisation und den Konsum.
Am 23. März 1954 wurde die G.m.b.H. in die Kommanditgesellschaft Porzellanfabrik Kalk Nachf(olger). Geyer, Koerbitz & Co. überführt und bis zum 1. Juni 1973 durch den schrittweisen Eintritt von staatlichen Gesellschaftern, wie der Investitionsbank Berlin und der Porzellanfabrik VEB Triptis bzw. dem Porzellanwerk Kahla schrittweise verstaatlicht und in einen volkseigenen Betrieb überführt. Drei Jahre später wurde die Fabrik, wie andere kleinere Porzellanfabriken in Thüringen durch die VEB Porzellanwerke Kahla geschlossen. 1997 wurden die Fabrikgebäude in Eisenberg abgebrochen, um das Grundstück für ein Einkaufszentrum bereitzustellen.

## Produktpalette

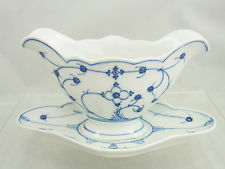
Sauciere mit Strohhalmdekor um 1900

In der frühen Produktionsjahren nach 1900 wurden in der Porzellanfabrik Kalk neben Kaffee- und Tafelservices für den privaten und gewerblichen Gebrauch, Porzellanmenagen, Cabaretts auch Wasch-Services und Luxusgegenstände gefertigt. Bereits kurz nach der Gründung des Unternehmens wurde eine eigene Porzellanmalerei eingerichtet, die sich auf blaue, populäre Unterglasurdekore, z. B. Zwiebelmuster, Strohblumenmuster, Strohhalmdekor und Indischblau-Dekore spezialisierte. Die frühen Muster und Formen wurden in Thüringen weitergeführt, modifiziert und modernisiert. 1907 gewann das Unternehmen einen Plagiats-Rechtsstreit um ein Strohblumendekor von Arnold Krog der Königlichen Kopenhagen Porzellanfabrik vor dem Obersten Dänischen Gerichtshof. Die Porzellanformen waren mit glatten und gerippten Oberflächen, gebrochenen Stäben, mit Perlbänder und Rocaillen ausgeführt. Die frühe Dekorierung der Porzellanteile wurde ausschließlich handgemalt, ab den 1920er Jahren wurden Dekore auch zunehmend gestempelt, gedruckt oder mit Verschiebebildchen auf die Oberflächen aufgebracht. In der Nachkriegszeit wurden von der Porzellanfabrik auch Sammelgeschirr in verschiedenen Formen und Dekoren hergestellt.
Erfolgreiche, über Jahrzehnte aufgelegte Serviceformen des Unternehmens waren:
- Form Stabhenkel, bis max. 1935[21]

- Serviceform A, achteckige Grundform mit verschiedenen Dekoren, bis max. 1935[22]
- Serviceform B, glatte Grundform mit verschiedenen Dekoren, nach 1928[23]
- Serviceform C, bis max. 1935[24]
- Serviceform E, gerippte oder getreppte Grundform mit verschiedenen Dekoren, vermutlich bis 1935[25][26]
- Serviceform P, reliefierte Grundform, bis 1935[27]
- Serviceform T, Kugelform Teeservice, bis 1935[28]
- Feston, 1935 bis nach dem Zweiten Weltkrieg[29]
- Form 138, nach 1933, Übernahme des Form nach Schließung der Porzellanfabrik Rauenstein, vor allem mit Delft-Dekor[30]

- Form Ernst 1932, 1935 bis 1940[31]
- Barockform, Mitte der 1930er Jahre[32]
- Form Inge, gerippte Grundform, um 1938–1945[33]
- Form Irene, gerippte Grundform, 1940er Jahre[34]
- Form Neu-Barock, vermutlich Ende der 1930er Jahre[35]
- Form Pompadour, vermutlich ab 1968 / 1972[36]

## Unterscheidungsmerkmale Köln-Kalk / Eisenberg
Die Unterscheidung von Porzellanstücken aus Köln-Kalk (vor 1900) oder aus Eisenberg (nach 1900) erfolgt durch die verwendete Form, die Marke und des Porzellanscherbens. Beispiel für ein Detail: Ältere, neukonische Kaffeekannen, Milchgießer und Zuckerdosen haben z. B. einen dicken, gewölbten Boden, während modernisierte einen dünnen, waagerechten Boden haben. Wurde die Porzellanmarke mit einem Pinsel aufgetragen und nicht mit einem Stempel, so ist dies ebenfalls ein Hinweis auf ein älteres Stück. Die rheinischen Porzellanfabriken in Deutz (Porzellanfabrik J. W. Bruckmann), Nippes (Porzellanfabrik Wirz & Riffart), Kalk (Porzellanfabrik Kalk) und die Porzellanfabrik Ducrot  Co. in Oberkassel bei Düsseldorf verwendeten um 1867 meist französische Porzellanerde. 1896 teilte man im Adressbuch der keramischen Industrie jedoch mit, dass man eine eigene Kaolingruben habe. Dies alles hat Auswirkungen auf die Farbe des Porzellans.

## Museumsexponate
Das Kölnische Stadtmuseum besitzt einige Porzellanteile mit Strohhalmdekor aus der Zeit um 1900, unter anderem eine Anbiet- und Brotschale sowie eine Kaffeekanne mit 6 Tassen, Frühstückstassen und Kuchenteller. Das Deutsche Historische Museum in Berlin hat ebenfalls eine Zuckerschale mit Blaumalerei „Strohblumenmuster“ aus den 1920er Jahren in seinen Beständen. Drei Serviceteile im „Strohblumenmuster“ werden auch im Schlossmuseum Jever ausgestellt.

## Markenzeichen

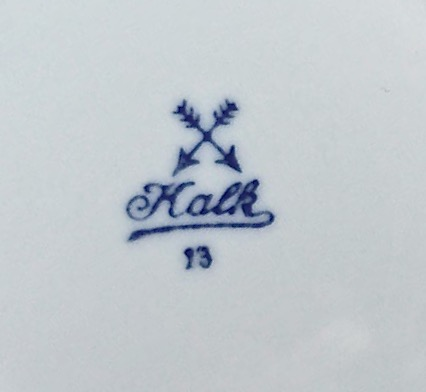
Porzellanmarke 1930er Jahre

Die Kalker Porzellanmarke zeigt ursprünglich zwei spitzwinkelige oder rechtwinklige, gekreuzte Pfeile, die sowohl nach oben als auch nach unten gerichtet sein können. Insgesamt sind 26 unterschiedliche Varianten der Porzellanmarken bekannt. In den 1920er Jahren wurden die Geschirrteile auch mit einer Marke rechtwinkelig gekreuzte Pfeile im Doppelkreis mit Schriftzug • KALK • und einer Krone gekennzeichnet. In den 1930er Jahren wurde bevorzugt eine Marke mit rechtwinklig gekreuzten Pfeilen, mit nach unten zeigenden Spitzen und der Wortmarke Kalk unter den Pfeilen in Schreibschrift verwendet. Manchmal wurde oberhalb der Pfeile auch noch in Schreibschrift der Name des Dekors vermerkt.
In der DDR wurden ebenfalls die gekreuzten Pfeile als Firmenmarke mit verschiedenen Herkunftsmerkmalen (unter anderem GDR, Made in GDR) und Dekornamen (Indigo, Japan-blau, Kobalt 66, Antiqua und andere) verwendet. In den 1950er Jahren verwendete man für bestimmte Geschirrteile auch eine Aufglasurmarke mit spitzwinklig gekreuzten Pfeilen, umkränzt und mit den Buchstaben oben „P“, links „K“ und rechts „E“ und einer darüber liegenden Krone.